# 军籍
军籍，一般是指军队人员的身份。

## 中国的军籍
中国的军籍，是指列入军事单位列队名额，属于部队管理的人员。包含现役士兵、现役军官、文职干部、部队正式职工、部队管理的离退休人员。不含预备役军官与士兵、部队文职人员、部队正式职工以外的其他部队职工。
军籍人员的婚姻关系属于军婚的保护范畴。
军籍人员的身份，分别由所属单位的干部部门、军务部门、管理部门、军事院校训练部门管理。非军籍的人员，如军队文职人员、预备役军官士兵，为地方户口，由地方公安机关派出所管理户籍。